# Karmaiya
Karmaiya (en népalais : कर्मैया) est un comité de développement villageois du Népal situé dans le district de Sarlahi. Au recensement de 2011, il comptait 9 114 habitants.